# Карача
Карачи (крим. Qaraçı), карачи-бей (крим. Qaraçı-bey), карачібек — один з вищих феодальних титулів у деяких тюркських народів у XV—XVIII століттях. Відповідав титулу «візир» на Близькому та Середньому Сході.
Титул «карача» призначався ханами в Кримському ханстві, Сибірському ханстві, Великій Ногайській орді, Казанське ханство та інших, для вищих сановників, які належали до найзнатніших, найвпливовіших і наймогутніших родів, які мали власні улуси, як правило — родичам ханської родини.